# تغییر اقلیم در اروپا

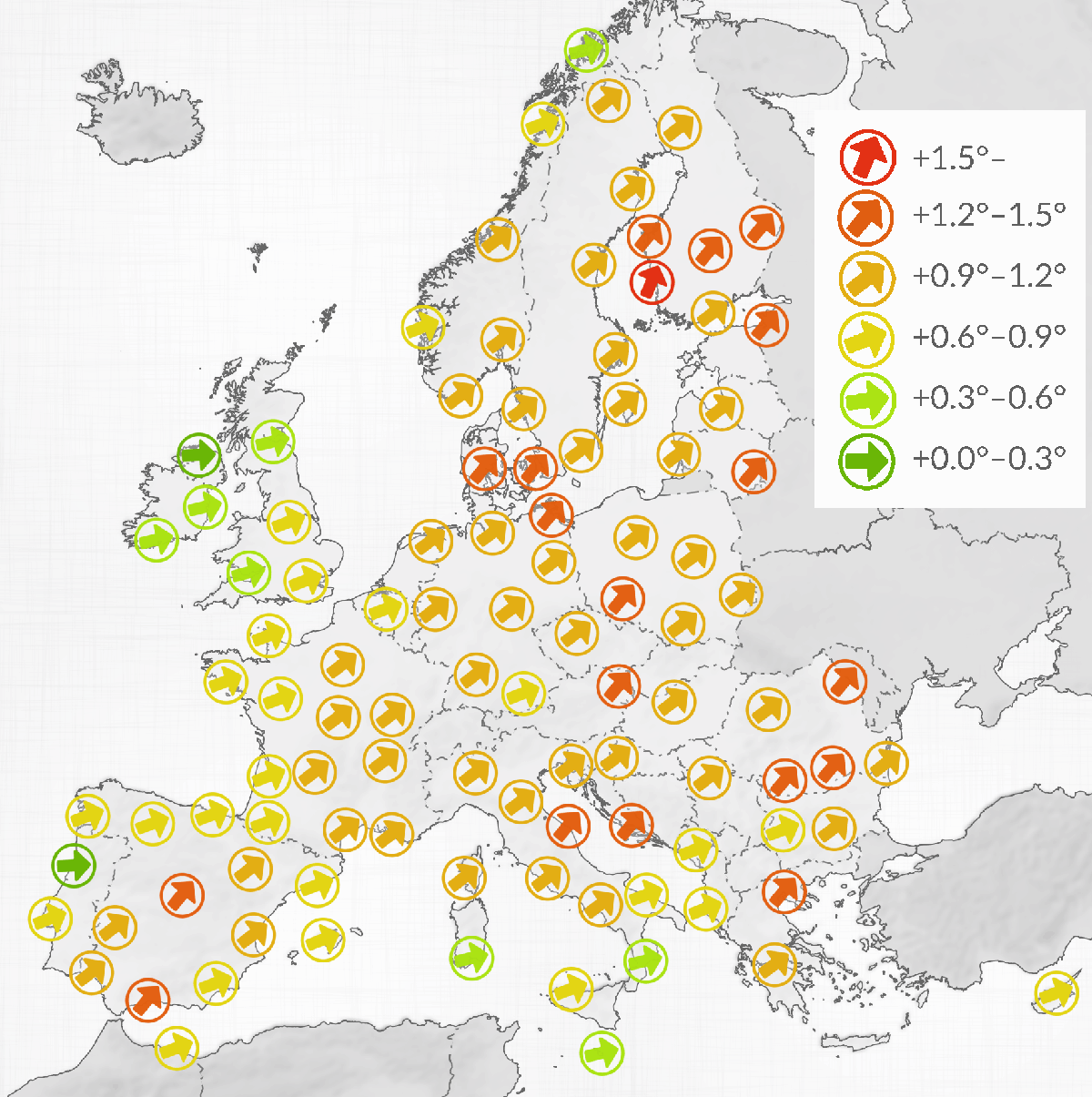
افزایش میانگین دمای سالانه در شهرهای منتخب اروپا (۱۹۰۰ تا ۲۰۱۷)

تغییر اقلیم در اروپا منجر به افزایش ˚C 3/2 دما (۲۰۲۲) در مقایسه با سطوح پیش از صنعتی شدن شده است. اروپا قاره‌ای است که با بیشترین سرعت در جهان در حال گرم شدن است. اقلیم اروپا به دلیل فعالیت مربوطه در حال گرم‌تر شدن است. بر اساس اظهارات متخصصین بین‌المللی آب و هوا، افزایش دمای جهانی هوا نباید از ˚C 2 بیشتر باشد تا از بیشتر عواقب خطرناک تغییرات اقلیمی جلوگیری شود؛ بدون کاهش در انتشار گازهای گلخانه‌ای، این موضوع ممکن است تا پیش از سال ۲۰۵۰ اتفاق بیفتد. تغییر اقلیمی دارای برخی معانی برای کل مناطق اروپا است، این در حالی است که گستره و نوع این اثرات ممکن است در کل قاره متفاوت باشد.
تأثیراتی که ممکن است کشورهای اروپایی را شامل شود عبارتند از هوای گرم‌تر و افزایش تعداد دفعات و شدت هوای شدید مانند موج‌های حرارتی، ایجاد مخاطرات سلامتی و اثرات روی اکوسیستم‌ها. کشورهای اروپایی بیشترین سهم را در انتشار گازهای گلخانه‌ای دارند؛ اگرچه اتحادیه اروپا و زمامداران برخی از کشورها طرح‌هایی را برای اجرای کاهش تغییر اقلیمی و گذار انرژی در قرن ۲۱ ام بیان کرده‌اند که پیمان اروپای سبز یکی از این طرح‌ها است. فرنس تیمرمانس کمیساریای اقدام آب و هوایی اتحادیه اروپا از تاریخ یکم دسامبر سال ۲۰۱۳ است.

## انتشار گازهای گلخانه‌ای
در گزارشی که در سال ۲۰۱۶ آژانس محیط‌زیست اروپایی (EEA) منتشر کرد انتشار گازهای گلخانه‌ای (GHG) در حدفاصل سال‌های ۱۹۹۰ و ۲۰۱۴ برای تک تک اعضای EU-28 مستندسازی شده است که بخش IPCC آن را اعلام می‌کند. میزان کل انتشار گازهای گلخانه‌ای در حدفاصل سال‌های ۱۹۹۰ تا ۲۰۱۴ کاهش یافته است ولی انتشارات حاصل از حمل و نقل جاده‌ای در همین مدت ۱۷٪ افزایش یافته است. در طی ۲۵ سال گذشته، ماشین‌ها، ون‌ها، و کامیون‌ها بیشترین افزایش مطلق را در انتشار CO2 در بین سایر بخش‌ها داشته‌اند که افزایش Mt 124 را نشان می‌دهد.
در سال ۲۰۱۹، میزان این انتشار در اتحادیه اروپا به Gt 3/3 رسید (۳/۳ میلیارد تن متریک) که ۸۰٪ از آن حاصل از سوخت‌های فسیلی بود.
در سال ۲۰۲۱، پارلمان اروپا تصویب قانون ایجاد تحول برای اهداف GHG تا سال ۲۰۵۰ را تأیید کرد. هدف این قانون دستیابی به خنثایی کربن، و پس از سال ۲۰۵۰، انتشارات مضر است و مسیر را برای پیاده‌سازی سیاست در اتحادیه اروپا هموار می‌کند. در این قانون آمده است که اتحادیه اروپا تا سال ۲۰۳۰ باید نسبت به کاهش حداقل ۵۵٪ انتشار GHG اقدام نماید (نسبت به سال ۱۹۹۰). این قانون محدودیت ۲۲۵ مگاتنی گازهای معادل CO2 را برای مشارکت در حذف انتشارات مضر تا رسیدن به میزان هدف تعیین کرده است. به گفته جیت گاتلند که یک قانون‌گذار سوئدی است، این قانون به اروپا این اجازه را می‌دهد که تا سال ۲۰۵۰ به اولین قاره خنثیای کربنی تبدیل شود.

### مصرف انرژی

#### زغال‌سنگ
مصرف زغال‌سنگ در اروپا در سال ۱۹۸۵معادل TWh 7239 بود و در سال ۲۰۲۰ تا TWh 2611 کاهش پیدا کرد. مصرف زغال‌سنگ در EU در سال ۱۹۸۵، TWh 5126 بود و در سال ۲۰۲۰ به TWh 1624 کاهش پیدا کرد. میزان انتشار CO2 حاصل از زغالسنگ در اروپا در سال ۱۹۸۷ معادل ۳۱/۳ میلیارد تن و در سال ۲۰۱۹ ۳۶/۱ میلیارد تن بود.
روسیه بیشترین میزان انتشار CO2 حاصل از زغال‌سنگ را در سال ۲۰۱۹ به خود اختصاص داد (Mt 03/395).، آلمان با تولید Mt 7/235 رتبه دوم را به خود اختصاص داد. میزان انتشار CO2 حاصل از زغالسنگ در جزایر ۱۵۱٪ افزایش پیدا کرد، این رقم در ترکیه ۱۳۱٪ بود. میزان انتشار CO2 حاصل از زغالسنگ در مونتنگرو در حدفاصل سال‌های ۱۹۹۰ تا ۲۰۱۹ رشد ۱۳٪ داشت، مابقی کشورهای اروپایی در این مدت میزان مصرف زغالسنگ خود را کاهش دادند.